# Манастир Буково (Битољ)
Манастир Буково (мкд. Буковски манастир) је православни манастир који припада македонској православној цркви - Охридска архиепископија. Манастир се налази 1–2 km изнад села Буково, код града Битољ. Сматра се да је код манастира Букова почео да се ствара град Битољ, и да се по њему вековима звао Манастир или Толи-Манастир. У манастиру налази се црква светог Преображења Господњег.

## Историја
У манастиру се налази старији иконостас и иконе из 19. и почетка 20. века (датирани 1862, 1881 и 1908. године). Иконе су рад иконописаца из Битоља. У цркви се налази и старија икона из 18. века. Због лепе локације манастир често посећују грађани Битоља.
Године 1893, манастир посети бугарски дипломат Атанас Шопов, који је записао:
Манастир не представља ништа посебно. То је једна мала сеоска црквица, која је служила као богомоља сељанима Крстоара и Букова. Около цркве налази се неколико дрвених кућа, које служе грађанима као одмор у лето. Нема ниједног монаха. У цркву долази сеоски свештеник за време службе. Манастир стоји на дивном, сеновитом месту са студеном водом, и није лоша као сеоска црквица...сви сељаци Крстоара похађају ову цркву. Нормално би било да је манастир ушао под Бугарску егзархију, но манастир је преузела Битољска грчка митрополија. Хришћани су хтели своју цркву и нису прихватили грчке свештенике. Одговор грчке митрополије је био да су манастири и цркве које су благословљене грчким свештеницима, припадају грчкој цркви. Слично је било и са црквом у Крстоару, док су сами сељаци Крстоара признали Бугарски егзархат.
"Цариградски вјестник" је писао 1855. године о селу и манастиру Букову. Село Буково се налазило на западној страни, пола сата далеко од града Манастира (Битоља). У селу је била црква посвећена празнику Успењу Пресвете Богородице, коју је зидао (српски цар) Силни Стефан, "манастир прекрасан". Тамо иду сви Манастирци (Битољани), Хришћани и Турци, у летње време под вече, "на увеселеније" и на шетњу. У том манастиру је било пре старих рукописа више од 20 товара, "но данас ни свештеник словенски не зна, а камоли књига славенска да остане са наши пергамени." Тада се (1855) у Букову служило грчко појање, са једним свештеником, родом Цинцарином. Манастир је и 1899. године заиста био под патријашијском јурисдикцијом, мада у месту живе искључиво Срби који су остали верни тој јерархији. Цариградски лист "Булгарија" објавио је 1860. године, да су селу Букову код Битоља "нашли многе бугарске црквене књиге на пергаменту". То су биле књиге наводно старе 700 година. Тамошњи Бугари су употребили те књиге на Св. Богојављенију, да помоћу њих одрже службу на словенском језику. Када је српски истраживач 1912. године дошао у Македонију, прво село у које је ушао је било Буково. Становници су били и остали опредељени за Грке, а аутор је по њиховој телесној расној конституцији и манирима, препознао оне најкарактеристичније српско држање, које се среће у црногорским, васојевићким селима. Дакле нема ни говора о Бугарима, него су то били Срби најконзервативнијег кова. Матија Савић српски добровољац у Првом светском рату, који је добио подофицирски чин, био је типичан Буковчанин. Родио се у селу Букову, уз манастир, и мада је био велики српски родољуб, знао је поред српског матерњег језика и грчки, и то због верског обреда у месној цркви.
У борби за Македонију (1893—1908), између Србије, Грчке и Бугарске манастир Буково је био (заједно са манастиром) главна база грчких андарта.
У манастиру је била летња резиденција конзула руске империје - Александра Ростковског, који се на посао у град Битољ возио са кочијом. Данас у конаку манастира стоји соба посвећена конзулу мученику Ростковском. Руски конзул је убијен 26. јула 1903. године, док се враћао се из манастира у резиденцију. Убили су га Турци; један жандарм и један војник из револвера. Ростковски је иначе помагао и штитио православне Хришћане у Битољу, и настрадао је када се замерио турској јединици, која је дошла у град из Анадолије. Турски официри су у џамији на Ђурђевдан 1903. године, донели одлуку о његовој егзекуцији и заклели се да је морају извршити.

## Галерија
- Манастир 1917. године
- Црква 1912. године
- Поглед низ порте. Фотофрафисано 1950. године
- Спомен соба у којој је бивао конзул Ростковски
- Натпис на грчкој азбуци